# Брейтвейт, Родрик
Сэр Родрик Брейтвейт (англ. Rodric Quentin Braithwaite, 17 мая 1932 года, Лондон) — британский писатель и дипломат. Почётный доктор и профессор Бирмингемского университета. Сын дирижёра Уорвика Брейтуэйта, брат Николаса Брейтуэйта.

## Биография
Обучался в Bedales School и в Колледже Христа Кембриджского университета.
В 1951—1952 годах служил в военной разведке в Вене. С 1955 года на дипломатической службе. В 1957—1958 годах работал в посольстве в Индонезии, в 1959—1961 годах — в Польше, в 1963—1966 годах — в СССР, в 1966—1969 годах — в Италии, в 1975—1978 годах — в постоянном представительстве Великобритании при ЕЭС в Брюсселе. Работал в центральном аппарате МИД, занимал посты заведующего отделом европейской интеграции (1973—1975), начальника управления планирования (1979—1980), помощника постоянного заместителя министра иностранных дел (1981). В 1982—1984 годах — посланник по торговым вопросам посольства в США. В 1984—1988 годах — заместитель постоянного заместителя министра иностранных дел.
В 1988—1992 — посол Великобритании в СССР (с 1991 года — в России). В 1992—1993 — возглавлял Объединённый разведывательный комитет.
Женат с 1961 года на Джиллиан Робинсон.
Автор нескольких книг о России. В частности, Брейтвейт — автор книги об Афганской войне «Афган», вышедшей в 2013 году в издательстве Corpus.

## Награды
- Рыцарь Великого Креста ордена Святого Михаила и Святого Георгия (1994).

## Мнения и высказывания
- Автор книги о битве за Москву, Родрик Брейтвейт считает, что «во времена „холодной“ войны и мы, и вы писали необъективную историю [Второй мировой войны]. [На Западе] была версия, что войну с Германией выиграли исключительно союзники, что десант в Нормандию стал решающим моментом в войне»[3]. Он категорически отметает версию Виктора Суворова о начале Великой Отечественной войны: «Гитлер собирался напасть на СССР, а не наоборот. В пользу обратного говорит очень мало фактов. Я знаю, что существует только один документ за подписью Жукова, в котором предлагалось нанести упреждающий удар, но это скорее тактический документ, он не имеет отношения к стратегии»[1]. Книгу высоко оценил Леонид Млечин, который и лично встречался с её автором, и изучал сам историю этой битвы[4].
- В 2005 году заявил, что был против участия Великобритании во вторжении в Ирак в 2003 году: «Я был против введения британских войск в Ирак, потому что я очень сомневался с самого начала, что там находится оружие массового поражения. Не было никаких доказательств в подтверждение того, что была оперативная связь между Хусейном и Аль-Кайедой»[5].
- В 2007 году в интервью газете «Известия» высказал своё мнение об убийстве Литвиненко (Дело Литвиненко): «Выскажу личное мнение. Во-первых, убийцы не профессионалы. Если бы были профессионалами, работу сделали бы чисто, подсыпали бы столько полония, чтобы Литвиненко умер сразу. И дело с концом. Но они этого не сделали. И Литвиненко успел оставить все эти следы, которые потом помогли прокуратуре в её расследовании. Во-вторых, утверждения британских аналитиков, что убийство готовил Кремль, мне кажутся просто нелепыми. Маловероятно, что в это дело вовлечён Путин. Литвиненко не был таким уж важным человеком. А какие политические последствия повлекла за собой его смерть!»[6].

## Книги
- «Engaging Russia: A Report to the Trilateral Commission», (соавт. Робертом Блэкуиллом и Акихико Танака, 1995).
- «Russia in Europe», (Лондон, 1999).
- Across the Moscow River: The World Turned Upside Down (англ.). — New Haven, Conn.: Yale University Press, 2002. — P. 371. — ISBN 978-0-300-09496-1. LCC DK510.763 .B73 2002, на русском: «За Москвой-рекой. Перевернувшийся мир» (2004) рецензия, «Через Москву-реку» (2006)
- «Прорыв к свободе. О перестройке двадцать лет спустя» (2005).
- Moscow 1941: A City and Its People at War (англ.). — New Haven, Conn.: Yale University Press, 2002. — P. 446. — ISBN 978-1-86197-759-5. LCC D764.3.M6 B73 2006b; на русском «Москва 1941: Город и его жители на войне» (2006). Положительный отзыв[4]; критика
- Afgantsy: The Russians in Afghanistan, 1979–89 (англ.). — New York: Oxford University Press, 2011. — P. 417. — ISBN 9780199832651. OCLC 768329528 LCCN 2011-15052 LCC DS371.2 .B725 2011
- Родрик Брейтвейт. Афган = Afgantsy: The Russians in Afghanistan 1979-1989 / Переводчик: Антон Шириков. — Corpus, 2013. — 496 с. — ISBN 978-5-17-077823-2.
- Armageddon and Paranoia: The Nuclear Confrontation (англ.). — Profile Books[англ.], 2017. — ISBN 978-1781257197.
- Russia: Myths and Realities (англ.). — Profile Books[англ.], 2022. — ISBN 978-1800811881.